# Дуванка (Луганская область)
Дува́нка (укр. Дуванка) — село, относится к Троицкому району Луганской области Украины.
Население по переписи 2001 года составляло 51 человек. Почтовый индекс — 92124. Телефонный код — 6456. Занимает площадь 12,8 км². Код КОАТУУ — 4425484002.

## Местный совет
92124, Луганська обл., Троїцький р-н, с. Вівчарове, вул. Д.Р. Овчаренко, 10  (укр.)